# Dane Rudhyar
Dane Rudhyar (Paris, 23 de março de 1895 - San Francisco, 13 de setembro de 1985), nascido Daniel Chennevière, foi um compositor e astrólogo francês.